# Anli Shuiku
Anli Shuiku (kinesiska: 庵里水库) är en reservoar i Kina. Den ligger i provinsen Shandong, i den östra delen av landet, omkring 350 kilometer öster om provinshuvudstaden Jinan. Anli Shuiku ligger 108 meter över havet. Arean är 2,4 kvadratkilometer. Trakten runt Anli Shuiku består till största delen av jordbruksmark. Den sträcker sig 3,1 kilometer i nord-sydlig riktning, och 3,1 kilometer i öst-västlig riktning.
Genomsnittlig årsnederbörd är 747 millimeter. Den regnigaste månaden är juli, med i genomsnitt 283 mm nederbörd, och den torraste är januari, med 11 mm nederbörd.